# Pont des Marsouins
Pour les articles homonymes, voir Marsouin.
Le pont des Marsouins est un pont routier de Guadeloupe qui relie la commune de Gourbeyre à Saint-Claude par la route départementale 9.
Il fut reconstruit en 2019. Son inauguration a lieu le 6 juin 2019.